# Oruza dasycara
Oruza dasycara là một loài bướm đêm trong họ Erebidae.